# Konflikt zbrojny
Konflikt zbrojny – rodzaj przemocy zbrojnej polegającej na dążeniu do osiągnięcia celów państwa (koalicji, grupy społecznej) przez wzajemne działania zbrojne przy użyciu sił zbrojnych lub zorganizowanych i uzbrojonych grup.

## Definicje i rodzaje
Międzynarodowy Trybunał Karny dla byłej Jugosławii orzekł 2 października 1995, iż konflikt zbrojny istnieje zawsze, gdy między państwami dochodzi do użycia sił zbrojnych lub długotrwałej przemocy zbrojnej między władzami rządowymi a zorganizowanymi grupami zbrojnymi lub między takimi grupami na terytorium jednego państwa.
Pojęcie konfliktu zbrojnego jest szersze od pojęcia wojny, gdyż obejmuje wszelkie przejawy walki zbrojnej, natomiast wojna, ujmowana tradycyjnie, jest przeciwstawiana stanowi pokoju i oznacza sytuację walki zbrojnej między państwami.
Istnieją różne modele systematyzowania konfliktów zbrojnych. Najczęściej wyróżnia się konflikty międzynarodowe oraz konflikty o charakterze wewnątrzpaństwowym. Spośród międzynarodowych jako najważniejsze należy wymienić konflikty między państwami oraz konflikty narodowowyzwoleńcze (także wojny kolonialne). Z kolei konflikty wewnątrzpaństwowe, tradycyjnie nazywane wojnami domowymi lub cywilnymi (ang. civil war od łac. bellum civile), ze względu na swój charakter dzielone są na wojny o zdobycie lub odzyskanie władzy w państwie oraz wojny secesyjne, tzn. mające na celu oderwanie części terytorium państwa.
Istotną cechą konfliktu zbrojnego wewnątrzpaństwowego jest fakt, iż rozgrywa się on na terytorium jednego państwa między siłami zbrojnymi lub zorganizowanymi grupami zbrojnymi, pozostającymi pod odpowiednim dowództwem i sprawującymi władzę nad częścią terytorium państwa w sposób umożliwiający im prowadzenie skoordynowanych działań zbrojnych. W takim ujęciu pojęcie konfliktu zbrojnego nie obejmuje zazwyczaj zamieszek wewnętrznych, rozruchów czy sporadycznych aktów przemocy.
Dobra kultury zasługują na ochronę bez względu na rodzaj konfliktu.

## Zmiany charakteru współczesnych konfliktów zbrojnych
Wśród wielu cech współczesnych konfliktów zbrojnych odnotowuje się dynamiczne zmiany ich charakteru w postaci:
- całkowitego wygaszenia tzw. pozasystemowych konfliktów zbrojnych (ang. extrasystemic armed conflicts) prowadzonych pomiędzy państwem a stroną pozapaństwową, poza terytorium tego państwa (wojny kolonialne, wojny imperialne), co ostatecznie nastąpiło w 1975 r.
- znacznego zmniejszenia liczby konfliktów międzypaństwowych (ang. interstate armed conflicts), toczonych pomiędzy dwoma państwami lub większą liczbą państw – z 6 (1948 r.) do 1 (2011 r.)
- znacznego wzrostu liczby konfliktów wewnętrznych (ang. internal armed conflicts, interstate armed conflicts) z udziałem strony rządowej i co najmniej jednej strony wewnętrznej opozycji przy braku zaangażowania stron trzecich – z 14 (w 1946 r.) aż do 63 (w 1992 r.), a następnie stopniowym spadku do 27 (w 2011 r.)
- stałego wzrostu liczby umiędzynarodowionych konfliktów wewnętrznych (ang. internationalized internal armed conflicts), prowadzonych pomiędzy stroną rządową i co najmniej jedną stroną wewnętrznej opozycji przy zaangażowaniu stron trzecich po jednej lub po obu stronach konfliktu – z 0 (w 1956 r.) do 9 (w 2011 r.)